# Prádlo (textil)
Prádlem v širším slova smyslu rozumíme všechny textilie udržované v čistotě praním, tedy mokrým očistným procesem.
Patří mezi ně zejména:
- oděvy – svrchní oděv i spodní prádlo;
- ložní prádlo – prostěradla, cíchy, polštáře, příp. další tzv. lůžkoviny;
- bytový textil – závěsy, záclony, přehozy apod.;
- a další: ručníky, utěrky, kapesníky, pleny.

V užším slova smyslu je prádlem často míněno jen osobní spodní prádlo.